# Peter Zschokke
Peter Zschokke [´tscho.k(e)] (* 22. Februar 1898 in Basel; † 29. März 1986 ebenda) war ein Schweizer Rechtsanwalt, Politiker (LDP) und Mäzen.

## Leben und Werk

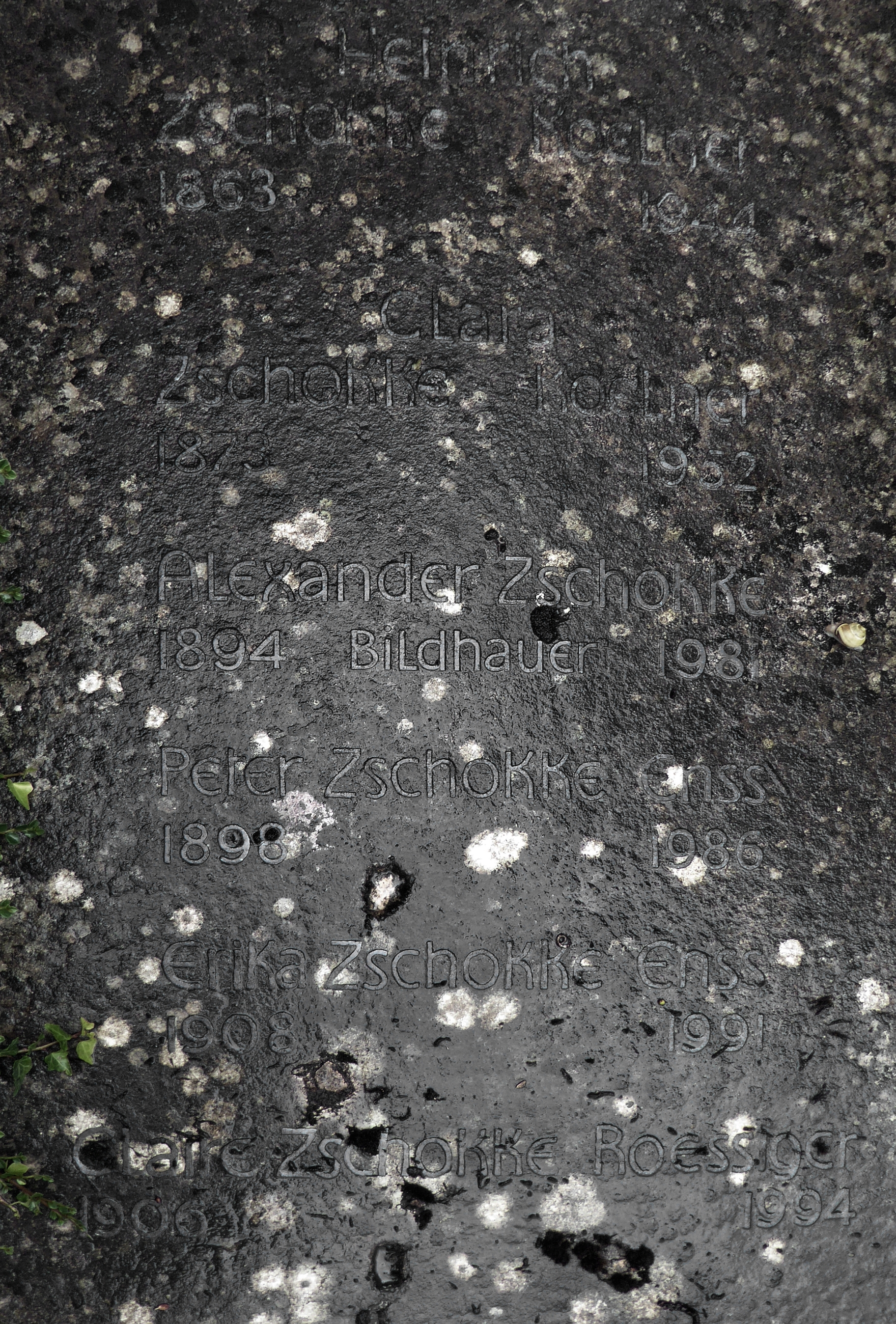
Familiengrab, Friedhof am Hörnli

Peter Zschokke war ein Sohn des Farbenchemikers Johann Heinrich Daniel Zschokke (1863–1944), eines Enkels von Heinrich Zschokke, und der Clara, geborene Koelner (* 7. Juli 1873; † 24. Juli 1952). Sie war eine Schwester des Pädagogen und Lokalhistorikers Paul Koelner.
Peter Zschokkes Brüder waren der spätere Tierarzt Achilles Heinrich Zschokke (* 18. Juni 1893; † 29. Dezember 1971 in Grootfontein) und der spätere Bildhauer und Maler Alexander Zschokke. Ihre Schwester Gertrud Susanne Clara Zschokke (1896–1973) heiratete 1923 Ernst Aeppli.
Zschokke studierte Rechtswissenschaften in Genf, Bern und Berlin. 1921 promovierte er in Basel und war anschliessend dort als Rechtsanwalt tätig. Von 1924 bis 1934 leitete er die Schweizerische Reederei AG in Duisburg. Später sass er in deren Verwaltungsrat. Von 1935 bis 1946 arbeitete er wieder als Rechtsanwalt in Basel.
Ab 1941 sass er für die Liberal-Demokratische Partei im Grossen Rat von Basel-Stadt. Von 1946 bis 1966 war er Regierungsrat des Kantons Basel-Stadt sowie von 1960 bis 1969 Verfassungsrat.
Zschokke war von 1938 bis 1946 Präsident des Basler und von 1941 bis 1946 des Schweizer Kunstvereins. Zudem war er Präsident der Basler Sektion der Neuen Helvetischen Gesellschaft. Er war ein Förderer der Universität Basel, der bildenden Kunst, der Literatur und des Theaters. 1967 erhielt er den Titel Dr. med. h. c. der Universität Basel.
1941 heiratete er die Ärztin Erika, geborene Enss (* 20. Februar 1908; † 4. Februar 1991). Das Ehepaar fand im Familiengrab auf dem Friedhof am Hörnli seine letzte Ruhestätte.